# Federazione pallavolistica del Burundi
La Federazione burundese di pallavolo (fra. Fédération Burundaise de Volleyball, FBV) è un'organizzazione fondata per governare la pratica della pallavolo in Burundi.
Organizza il campionato maschile e femminile, e pone sotto la propria egida la nazionale maschile e femminile.
Ha aderito alla FIVB nel 1991.